# Nieprzetarty Szlak

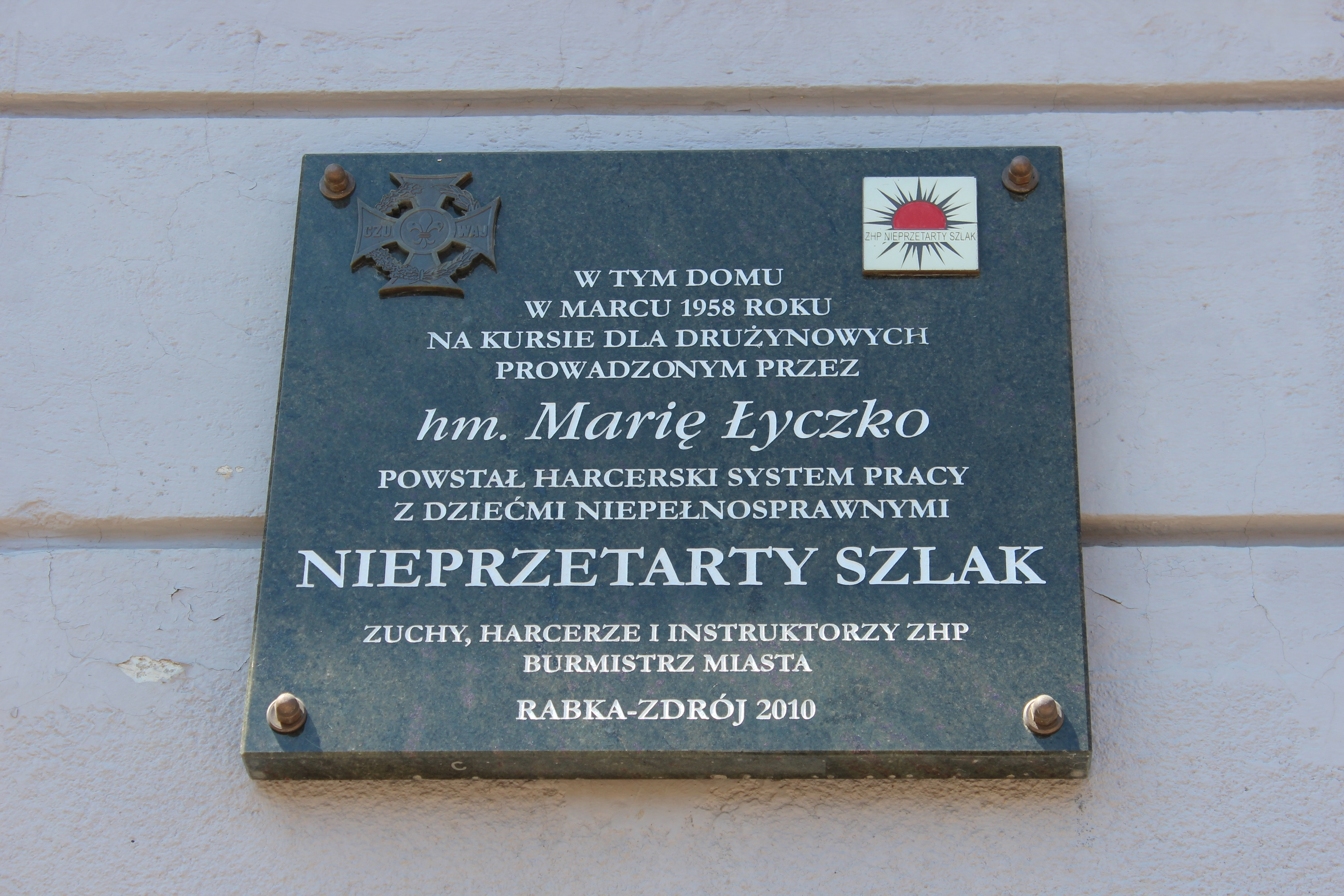
Tablica upamiętniająca powstanie Nieprzetartego Szlaku (w górnym prawy rogu odznaka „NS”)

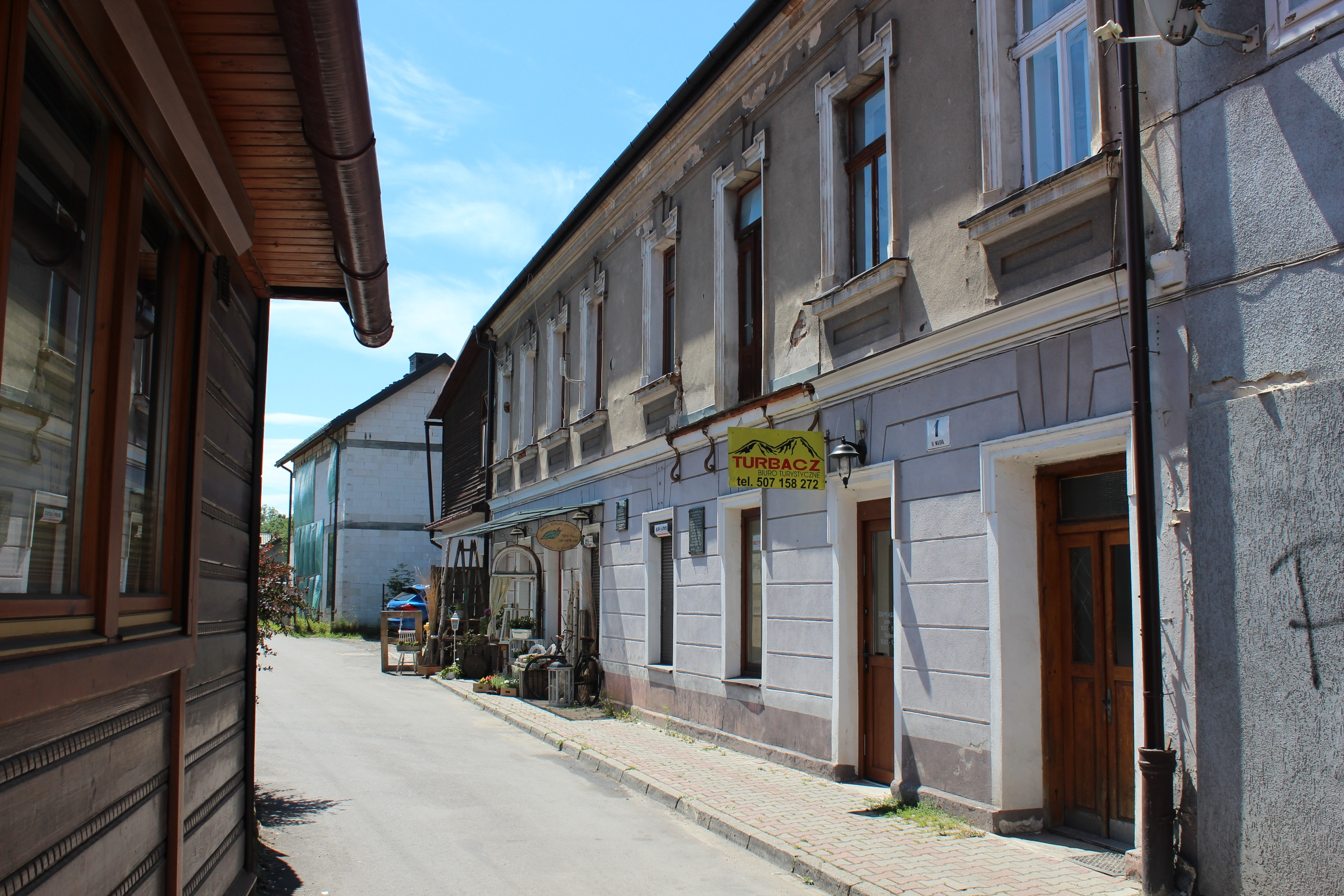
Dawny budynek Domu Wycieczkowego PTTK „Turbacz” w Rabce-Zdroju, gdzie powstał Nieprzetarty Szlak

Nieprzetarty Szlak – kryptonim działalności Związku Harcerstwa Polskiego wśród dzieci i młodzieży z niepełnosprawnościami.

## Geneza Nieprzetartego Szlaku
Teresa Harsdorf-Bromowiczowa w Sanatorium Dziecięcym na Bystrem w Zakopanem założyła pierwszą w Polsce drużynę Nieprzetarty Szlak w 1947 roku. Nieprzetarty Szlak powstał oficjalnie w marcu 1956, w trakcie pierwszego kursu dla nauczycieli i wychowawców zakładów leczniczych, który odbył się w Domu Wycieczkowym PTTK „Turbacz” w Rabce-Zdroju, przy ul. Wąskiej 1. Kurs zorganizowała Główna Kwatera ZHP, Ministerstwo Zdrowia oraz Ministerstwo Oświaty. Od samego początku inspiratorem ruchu była Maria Łyczko – najpierw jako szef sztabu, a potem przez wiele lat kierownik Wydziału „Nieprzetartego Szlaku”. Pierwszy kurs w 1956 był początkiem eksperymentu, który przekształcił się w systematyczną i planową pracę drużyn harcerskich.

## Geneza nazwy Nieprzetarty Szlak
...było to wtedy w Bieszczadach, Gorcach, Tatrach, zima już w listopadzie ośnieżyła stoki gór. W taki mroźny i śnieżny dzień marca 1956 r. wyruszyła ze schroniska na Turbaczu grupa turystów kierując się w stronę Lubonia. Szlak był pokryty głębokim śniegiem, a droga do szczytu daleka. Po uciążliwej wędrówce zdobyli szczyt, nocą ruszając w drogę powrotną. Trudności piętrzyły się, noc była ciemna, szlak gdzieś się gubił w świerkach i zaroślach. Świateł Rabki nie było widać. Idący torowali sobie drogę w zaspach. Do schroniska wrócili wszyscy szczęśliwie, choć bardzo utrudzeni. Czekała na nich pełna niepokoju komendantka kursu druhna Maria Łyczko. Wspólny wysiłek, pokonywanie zmęczenia i wykonanie zadania scaliło bardzo grupę wychowawców, którzy właśnie w Rabce kończyli kurs instruktorów.
Trudy wyprawy skojarzyły się kursantom z ciężką pracą, jaką wykonują codziennie torując dzieciom drogę do pełnowartościowego życia. Nazwa kursu narzuciła się sama - Nieprzetarty Szlak.

## Zadania i cele Nieprzetartego Szlaku
Główne zadania ruchu to:
- wypracowanie specyfiki pracy harcerskiej dla poszczególnych niepełnosprawności,
- adaptowanie ogólnozwiązkowego programu dla potrzeb drużyn pracujących w placówkach rewalidacyjnych i opiekuńczych,
- kształcenie kadry instruktorskiej.

Celami pracy w gromadzie/drużynie „NS” są:
- zwiększanie samodzielności członków,
- integracja członków ze środowiskiem lokalnym, przeciwdziałanie wykluczeniu społecznemu,
- pobudzanie zainteresowań członków,
- socjalizacja członków i zapobieganie patologiom poprzez proponowanie ciekawych form spędzania czasu wolnego,
- pedagogizacja środowiska rodzinnego członków,
- nauka poprzez zabawę, działanie i pracę,
- współodpowiedzialność za członków jednostki,
- wdrażanie członków na miarę ich możliwości do pracy, pomagania innym,
- indywidualizacja oddziaływań dostosowana do potrzeb i możliwości członków,
- wieloprofilowe wsparcie procesu rewalidacji zapobiegające pogłębianiu się istniejących dysfunkcji rozwojowych,
- współdziałanie z osobami pełnosprawnymi (edukacja włączająca)[3].

## Zakres działalności gromad/drużyn Nieprzetartego Szlaku
Gromady/drużyny Nieprzetartego Szlaku skupiają osoby z:
- placówek leczniczych,
- zakładów dla niewidomych i niedowidzących,
- zakładów dla Głuchych i niedosłyszących,
- zakładów i szkół specjalnych dla osób z niepełnosprawnością intelektualną,
- szpitali dla nerwowo i psychicznie chorych,
- sanatoriów,
- zakładów dla osób z niepełnosprawnościami ruchowymi,
- zakładów wychowawczych i poprawczych,
- kuratorskich ośrodków pracy z młodzieżą.

Zgodnie z aktualnymi przepisami, Nieprzetarty Szlak odnosi się do dzieci i młodzieży:
- niesłyszących i słabosłyszących,
- niewidomych i słabowidzących,
- z chorobami przewlekłymi,
- z niepełnosprawnością intelektualną,
- z niepełnosprawnością ruchową,
- z upośledzeniem umysłowym w stopniu lekkim,
- z upośledzeniem umysłowym w stopniu umiarkowanym i znacznym,
- z autyzmem,
- niedostosowanych społecznie, zagrożonych niedostosowaniem społecznym, zagrożonych uzależnieniem lub z zaburzeniami zachowania.

Odznaką „NS” jest wschodzące słoneczko. Harcerze „NS” są pełnoprawnymi członkami Związku Harcerstwa Polskiego.